# Mathew Ryan
Mathew David „Mat“ Ryan (* 8. April 1992 in Plumpton, New South Wales) ist ein australischer Fußballspieler. Der Torwart, der neben dem australischen auch einen britischen Pass besitzt, steht in der französischen Ligue 1 bei der RC Lens unter Vertrag und ist auch Nationaltorhüter Australiens. Mit der Nationalmannschaft nahm Ryan an den Weltmeisterschafts-Endrunden 2014, 2018 sowie 2022 teil.

## Karriere

### Central Coast Mariners
Ryan spielte im Jugendbereich der Blacktown City Demons. Im Jahr 2009 wechselte er zu den Central Coast Mariners, was gleichbedeutend mit seinem ersten großen Karrieresprung war. In der Saison 2009/10 stand Ryan zum ersten Mal bei einigen Spielen im Kader der Mariners, kam aber nicht zum Einsatz. Von März bis Juni 2010 spielte er wieder drei Monate auf Leihbasis bei seinem alten Verein Blacktown City Demons. Als er dann zu den Mariners zurückkehrte (Saison 2010/11), löste er Jess Vanstrattan nach dem dritten Spieltag als Nummer eins im Tor der Mariners ab. Er absolvierte in dieser Saison insgesamt 31 Spiele. Die Mariners unterlagen erst im A-League-Finale gegen Brisbane Roar im Elfmeterschießen. In der Saison 2011/12 debütierte er für die Mariners in der AFC Champions League.
In seiner letzten Saison im Trikot der Central Coast Mariners gewann er die australische Meisterschaft und debütierte für die australische Fußballnationalmannschaft.

### FC Brügge
Im Sommer 2013 wechselte er zum FC Brügge. In Brügge wurde er als Stammtorhüter verpflichtet und debütierte sowohl in der Jupiler League als auch in der Europa-League-Qualifikation.

### FC Valencia und Leihe nach Genk
Zur Saison 2015/16 wechselte Ryan zum FC Valencia. Bei den Blanquinegros unterzeichnete er einen Vertrag über sechs Jahre und debütierte am ersten Spieltag der neuen Saison beim torlosen Unentschieden gegen Rayo Vallecano.
Am 30. Januar 2017 wurde Ryan für eine Saison zum KRC Genk ausgeliehen. Dort absolvierte er insgesamt 17 Spiele, davon 11 in den Play-offs für die Qualifikation zur Europa League. Genk scheiterte schließlich im Finale am KV Ostende.

### Wechsel in die Premier League
Ryan wechselte zur Saison 2017/18 zum Premier-League-Aufsteiger Brighton & Hove Albion. Bei den Seagulls aus dem Süden Englands unterschrieb er einen Fünfjahresvertrag. Er absolvierte die ersten drei Jahre als Stammkeeper des Vereins, bevor Trainer Graham Potter im Dezember 2020 plötzlich das Talent Robert Sánchez vorzog.
Ende Januar 2021 wechselte Ryan bis zum Ende der Saison 2020/21 auf Leihbasis zum FC Arsenal.

### Zurück nach Spanien
Nach der Leihe zum FC Arsenal wechselte Ryan im Juli 2021 zu Real Sociedad San Sebastián in die spanische Primera División, wo er bereits zwischen 2015 und 2017 für den FC Valencia gespielt hatte.

### FC Kopenhagen
Im August 2022 wechselte er zum dänischen Erstligisten FC Kopenhagen.

### AZ Alkmaar
Im Januar 2023 wurde er vom niederländischen Erstligisten AZ Alkmaar verpflichtet. Dort wurde er Stammtorhüter und bestritt bis Sommer 2024 insgesamt 64 Pflichtspiele für den Verein.

### AS Rom
Im Sommer 2024 schloss er sich der italienischen AS Rom an.

### RC Lens
Bereits im Januar 2025 wechselte er nach Frankreich zum RC Lens, um dort Brice Samba zu ersetzen.

### Nationalmannschaft
Ryan debütierte im Dezember 2012 für die australische Fußballnationalmannschaft im Spiel gegen die nordkoreanische Fußballnationalmannschaft (1:1). Bei der Fußball-Weltmeisterschaft 2014 in Brasilien stand er bei allen drei Spielen der Australier im Tor. Die Socceroos verloren trotz guter Leistungen jedes ihrer Spiele gegen die Niederlande, Chile und Spanien.
Beim Gewinn der Asienmeisterschaft 2015 spielte Ryan alle Spiele von der ersten bis zur letzten Minute durch und wurde anschließend zum besten Torhüter des Turniers gewählt. Auch am Confed-Cup 2017 in Russland nahm er teil. Außerdem stand er im Kader für die Fußball-Weltmeisterschaft 2018 in Russland, bei der Australien in der Vorrunde nach zwei Niederlagen gegen Frankreich und Peru und einem Unentschieden gegen Dänemark noch in der Vorrunde ausschied. Ryan stand in allen drei Partien im Tor. Auch an der Asienmeisterschaft 2019 nahm Ryan erneut als Nummer 1 der Australier teil. Drei Jahre später fungierte er bei der Weltmeisterschaft 2022 in Katar als Mannschaftskapitän und bestritt alle vier australischen Spiele, ehe das Team im Achtelfinale gegen den späteren Weltmeister Argentinien ausschied.
Am 10. Juni 2025 bestritt er im  WM-Qualifikationsspiel gegen Saudi-Arabien sein 100. Länderspiel. Durch den Sieg qualifizierten sich die Australier für die WM-Endrunde 2026.

### Titel und Erfolge
- Australische Meisterschaft: 2013
- Belgischer Pokalsieger: 2015
- Asienmeisterschaft: 2015

### Auszeichnungen
- Rising Star Award (Bester U-20-Spieler der Liga): 2011, 2012
- A-League Goalkeeper of the Year: 2011/12
- Joe Marston Medal (Bester Spieler im Grand Final): 2011
- Harry Kewell Medal (U-23-Fußballer des Jahres): 2011/12, 2013/14
- A-League Team of the Year: 2011/12